# Abdalla El-Masri
Abdalla Hani EL-Masri (arabisk: عبدالله هاني المصري ; russisk: Абдалла Хани Эль Масри ; født 1962 i Beirut, Libanon) er en libanesisk/russisk komponist, guitarist, lærer og forfatter.
El-Masri studerede guitar på Konservatoriet i Hammana (1977-1979) og Instituto Cervantes (1979-1982), og komposition hos bl.a. Nikolai Rakov på Tchaikovsky Musikkonservatoriet i Moskva (1982-1993).
Han har skrevet 3 symfonier, orkesterværker, koncertmusik, kammermusik, vokalmusik, korværker, sceneværker etc.
El-Masri har undervist som lærer i komposition på Kuwait Higher Institute of Music og PAAET Institute i Kuwait fra 1984. Hans musik har været spillet og opført i lande som Egypten, Libanon, Tyskland, Frankrig, Schweiz og Rusland.

## Udvalgte værker
- Symfoni nr. 1 (1991) - for orkester
- Symfoni nr. 2 (1994) - for kammerorkester
- Symfoni nr. 3 (2016) - for orkester
- Klaverkoncert (2004) - for klaver og orkester
- Cellokoncert (2012) - for cello og orkester
- Violinkoncert (2001) - for violin or orkester